# Психологическа война
Психологическата война, наричана също психологически операции, пропаганда и др., са психологически операции на влияние върху войските и населението на врага по време на война, с цел да ги деморализира и да спре съпротивата им. Те целят да повлияят ценностната система, вярванията, емоциите, мотивите, мисленето и поведението. Този тип война не е ограничена само до войниците, а може да е прицелена и в правителства, организации и цивилни групи от хора.
Психологическата война може да бъде използвана в мирно време като форма на непряка агресия срещу дадена държава. Пропагандата може да повлияе на общественото мнение в държавата мишена, така че да се намали обществената подкрепа към текущия ѝ режим. Към този тип агресия има малко възможности за отбрана, тъй като няма международен съд, който да предоставя защита срещу психологическа агресия.
Друг термин за означение на психологическата война от времето на СССР е спецпропаганда.